# Auby
Auby är en kommun i departementet Nord i regionen Hauts-de-France i norra Frankrike. Kommunen ligger i kantonen Douai-Nord-Est som tillhör arrondissementet Douai. År 2022 hade Auby 7 171 invånare.

## Befolkningsutveckling
Antalet invånare i kommunen Auby
| Referens: INSEE |